# تيلا بوتانيكا

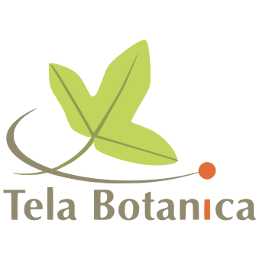
شعار موقع تيلا بوتانيكا.

تيلا بوتانيكا هو موقع ويب من نوع قاعدة بيانات حيوية وتنظيم اجتماعي وقاعدة بيانات على النت ومشروع علمي مواطني أنشئ في 14 ديسمبر 1999، يقع مقره الرئيسي في فرنسا، وهو متوفر باللغة الفرنسية.

## وصلات خارجية
- تيلا بوتانيكا على موقع Framasoft (الفرنسية)
- الموقع الرسمي

لم يتم العثور على روابط لمواقع التواصل الاجتماعي.